# Razorblade Romance
Razorblade Romance är ett musikalbum skapat av det finska rockbandet HIM. Albumet släpptes 19 december 1999. Detta var HIM:s andra fullängdsalbum, och spelades in i Wales. År 2002 hade bandet namnet HER istället för HIM på 1 000 album i USA på grund av att bandet HiM redan ägde namnet där.

## Låtlista
1. "I Love You (Prelude to Tragedy)"
2. "Poison Girl"
3. "Join Me in Death"
4. "Right Here in My Arms"
5. "Gone With the Sin"
6. "Razorblade Kiss"
7. "Bury Me Deep Inside Your Heart"
8. "Heaven Tonight"
9. "Death Is In Love With Us"
10. "Resurrection"
11. "One Last Time"